# Foglaló
A polgári jogban a foglaló a szerződést biztosító mellékkötelezettségként a szerződéskötéskor a kötelezettségvállalás jeleként átadott pénzösszeg vagy más dolog. A foglaló összege a vételárba beleszámít.
A foglaló mértékét a törvény nem határozza meg tételesen. A foglaló szokásos mértéke 10% körül van, mivel a bíróságok általában a 10 százalék körüli foglalót fogadják el, mint nem túlzott mértékűt.

## Az 1959. évi IV. törvényben
A korábban hatályos magyar szabályozásban (1959. évi IV. törvény) a foglalóról a Ptk. 243 - 245. §§-i rendelkeztek.  A korábbi Ptk.  „szerződést biztosító mellékkötelezettségek” elnevezéssel külön fejezetben szabályozta - többek között - a foglalót.
A 243. § (1) szerint "A szerződés megkötésekor a kötelezettségvállalás jeléül foglalót lehet adni."
A foglaló a szerződés megkötésekor, a szerződés biztosítására adott pénzösszeg. Foglalót bármilyen típusú szerződésnél ki lehet kötni, de gyakorlati jelentősége leginkább az adásvételi szerződéseknél van.
Gazdálkodó szervezetek is kiköthetnek foglalót.
Érvényes előszerződés kötése esetén is adható foglaló
A foglalóval kapcsolatos megállapodásra a jogszabály nem ír elő írásbeli alakot, ezért foglalót a szerződéskötéskor szóban is vagy ráutaló magatartással is ki lehet kötni. A kikötés érvényességéhez annak írásba foglalása akkor sem szükséges, ha a jogszabály a szerződés érvényességét írásba foglaláshoz köti. A Ptk. 218. § (1) bekezdés értelmében ugyanis a szerződés lényeges elemeit kell írásba foglalni, a joggyakorlat azonban a foglalót nem tekintette ilyennek.
Számos gyakorlati nehézség következett a Ptk. 243. § (1) bekezdésében foglalt azon szabályból, hogy a foglaló tárgyát a szerződés megkötésekor át kell adni. Amennyiben a foglaló átadása a szerződés kötésekor nem történt meg, a foglaló kikötése érvényesen nem történt meg.

## A hatályos Polgári Törvénykönyvben
A 2013. évi V.  törvény XXVI. Fejezete foglalkozik a  szerződés megerősítésével. A foglalóról a 6:185. §  rendelkezik.
A másik félnek fizetett pénzt akkor lehet foglalónak tekinteni, ha annak fizetésére a kötelezettségvállalás megerősítéseként kerül sor, és ez a rendeltetés a szerződésből egyértelműen kitűnik.
Ha a szerződést teljesítik, a tartozás a foglaló összegével csökken. Ha a szerződés teljesítése olyan okból hiúsul meg, amelyért egyik fél sem felelős, vagy mindkét fél felelős, a foglaló visszajár.
A teljesítés meghiúsulásáért felelős fél az adott foglalót elveszti, a kapott foglalót kétszeresen köteles visszatéríteni.
A foglaló elvesztése vagy kétszeres visszatérítése a szerződésszegés következményei alól nem mentesít. A kötbér és a kártérítés összege a foglaló összegével csökken.
A túlzott mértékű foglaló összegét a kötelezett kérelmére a bíróság mérsékelheti.

## Külső hivatkozások
- Nemzeti Jogszabálytár
- piacesprofit.hu
- kamaronline.hu
- Dr. Németh Zszsuzsanna[halott link]